# Bitbird
A Bitbird (estilizada em caixa baixa) é uma gravadora independente e empresa criativa sediada em Haia, Países Baixos, fundada pelo músico San Holo em 2014. Ela é administrada em conjunto com seu gerente Budi Voogt e seu amigo de longa data e sócio Thorwald van den Akker, que também é o diretor criativo e co-fundador da gravadora. O objetivo deles é oferecer suporte a músicas emocionais boas, independentemente do gênero. Eles também acreditam em dar ao artista o sistema de suporte certo para permitir que eles se expressem plenamente de maneira criativa. Eles também querem que a Bitbird "seja a gravadora mais justa e honesta que existe".

## História
A gravadora foi fundada em meados de 2014 pelos amigos de infância Sander van Dijck e Thorwald van den Akker. Sander afirmou que uma das razões para fundar a gravadora foi porque nenhuma gravadora deu a ele o controle criativo que ele desejava.
Em 22 de novembro de 2016, a gravadora lançou o single "Light", de Dijck (San Holo). Estreou na Dance/Electronic Songs da Billboard na posição 38 na semana de 17 de dezembro de 2016, antes de subir para a posição 26 na próxima semana e entrar no top 20 da semana de 31 de dezembro. Foi o primeiro lançamento da Bitbird e de San Holo a aparecer em alguma tabela musical da Billboard.

## Artistas selecionados
Artistas que já lançaram obras através da Bitbird, com referência.
- Vic Alexis[6]
- Analogue Dear[7]
- Autolaser[8]
- Ayelle[9]
- BeauDamian[10]
- Taska Black[7]
- Cassini[6]
- Deon Custom[11]
- Chelsea Cutler[12]
- Droeloe[13]
- Duskus[14]
- DZZ[15]
- Eastghost[7]
- Flaws[14]
- Greyhat[6]
- Hundaes[16]
- ILiveHere.[7]
- Inflake[17]
- Just A Gent[18]
- Kalulu[19]
- Kasbo [en][12]
- Knapsack[14]
- Losi[7]
- Marcioz[14]
- James Vincent McMorrow[20]
- Ian Munro[14]
- Nevve[21]
- The Nicholas[6]
- Purge[6]
- Ramzoid[6]
- Rome in Silver[22]
- San Holo[3]
- Slow Shudder[23]
- vinZere[6]
- Zes[24]